# Myriapora bugei
Myriapora bugei is een mosdiertjessoort uit de familie van de Myriaporidae. De wetenschappelijke naam van de soort werd voor het eerst geldig gepubliceerd in 1975 door d'Hondt.